# Achada da Madeira
Achada da Madeira é um sítio povoado da freguesia da Boaventura, Município de São Vicente, Ilha da Madeira.